# Derek Parra

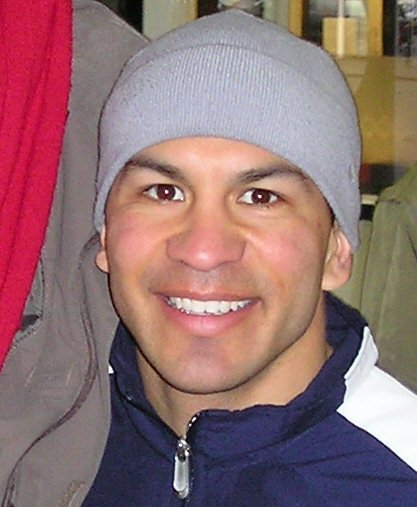
Derek Parra

Derek Parra, född den 15 mars 1970 i San Bernardino, Kalifornien, är en amerikansk skridskoåkare.
Han tog OS-guld på herrarnas 1 500 meter och även OS-silver på herrarnas 5 000 meter i samband med de olympiska skridskotävlingarna 2002 i Salt Lake City.